# Hochschule Bremen

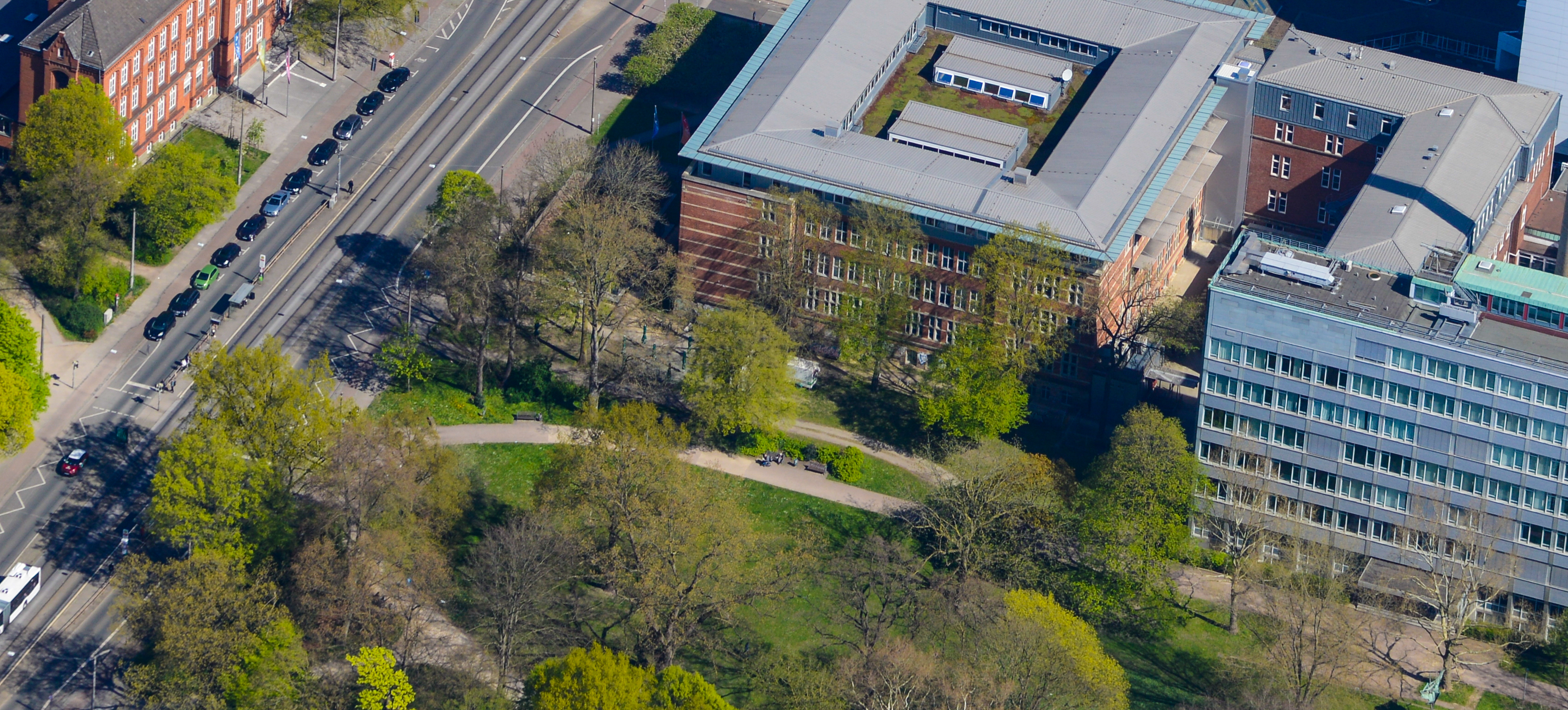
Hochschule Bremen HSB – Teil des Campus am Hauptstandort Neustadtswall

Die 1982 gegründete Hochschule Bremen (kurz: HSB, englisch: Hochschule Bremen – City University of Applied Sciences) ist eine staatliche Hochschule und die zweitgrößte Wissenschaftseinrichtung des Landes Bremen. Rund 9.000 Studierende aus über 100 Nationen (12/2024) studieren an fünf Fakultäten in derzeit rund 70 Studiengängen (2025). Seit 2004 ergänzt das International Graduate Center IGC das Studienangebot im Bereich Weiterbildung. Seit September 2023 leitet Konrad Wolf die HSB als Rektor.

## Standorte

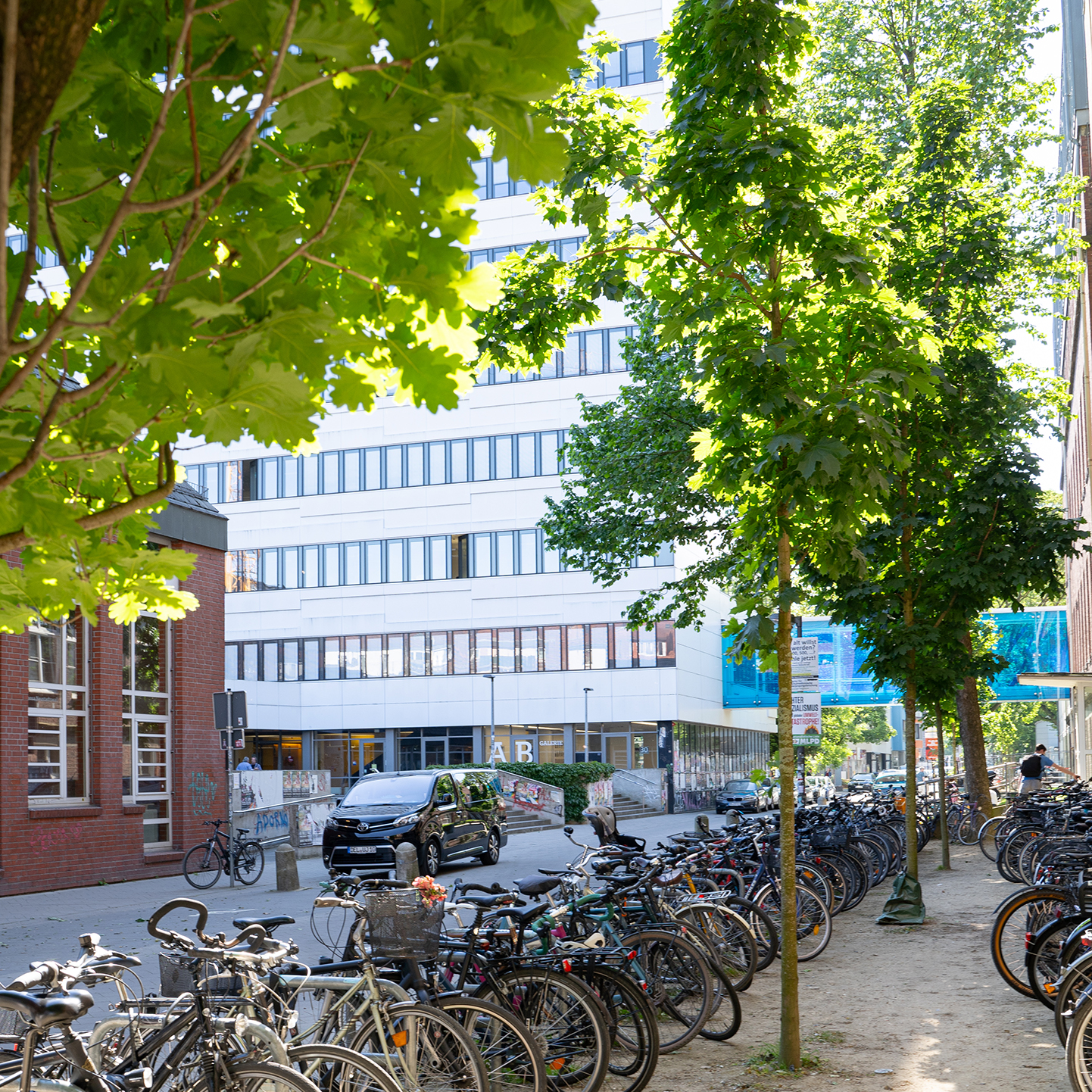
Die HSB als Teil des Fahrradmodell-Quartiers Alte Neustadt: Blick auf das Hauptverwaltungsgebäude und den Mensabereich

Die Hochschule verteilt sich auf verschiedene Standorte. Der Zentralstandort mit der Hauptverwaltung und den Fachbereichen Soziales, Natur, Umwelt, Bau sowie Teilen der ingenieurwissenschaftlichen Studiengänge befindet sich im Fahrradmodellquartier der Bremer Neustadt am Neustadtswall. Gleich nebenan an der Langemarckstraße ist der Bereich der akademischen Weiterbildung (International Graduate Center (IGC) und Graduate & Professional School) untergebracht. Über die Bürgermeister-Smidt-Brücke gelangt man von dort zum citynahen Standort am Brill, wo die Fachbereiche Pflege-, Gesundheit- und Therapiewissenschaften beheimatet sind. Der Fachbereich Wirtschaft ist am Standort Werderstraße angesiedelt. Ein weiterer Standort befindet sich in der Airportstadt. Neben dem Zentrum für Informatik und Medientechnologien (ZIMT) sind dort der Bereich Luft- und Raumfahrt, das AIR/PORT/LAB – Center for Aerospace & Maritime Systems u. a. mit den maritimen Studiengängen der Hochschule Bremen, das Bionik-Innovations-Centrum (temporär ausgelagert) sowie der Makerspace und Gründungsservice Freiraum@HSB untergebracht.

## Studium

### Studierende
Die Gesamtzahl der Studierenden liegt im Durchschnitt bei rund 9.000 Immatrikulierten, in 2025 rund 56 % davon männlich und 44 % weiblich. Zum Beginn des Studienjahres 2024/2025 verteilten sich die Studierenden wie folgt: rund 2.800 in Wirtschaftswissenschaften, knapp 4.200 in Ingenieur- und Naturwissenschaften, den sogenannten MINT-Fächern, und über 1.600 in Gesundheits- und Gesellschaftswissenschaften.

### Studienangebot
Die Hochschule Bremen unterhält über 370 Kooperationsvereinbarungen mit ausländischen Hochschulen (2025). Die Mehrzahl der Studiengänge beinhaltet einen Auslandsaufenthalt. Einige Studiengänge verleihen in Zusammenarbeit mit ausländischen Hochschulen Double Degree Abschlüsse. Darüber hinaus werden in den Bereichen Ingenieurwissenschaften und Wirtschaft mehrere komplett englischsprachige Masterstudiengänge angeboten.
Für ihr Reformkonzept zur Umstellung der Diplom-Studiengänge in Bachelor-/Master-Studiengänge erhielt die HSB neben der TU München 2000 die Auszeichnung Best Practice Hochschule vom Centrum für Hochschulentwicklung.
2024 feiert das International Graduate Center (IGC) der HSB sein 20-jähriges Bestehen. Das IGC, seit 2020 eine Einrichtung der Graduate & Professional School der Hochschule Bremen, bietet internationale Vollzeit-MBA- sowie Masterstudiengänge für Studierende aus dem In- und Ausland in englischer Sprache an.
Seit 2019 ist die Hochschule Bremen systemakkreditiert durch die Agentur für Qualitätssicherung durch Akkreditierung von Studiengängen (AQAS).

Die HSB ist Mitglied im deutschen Hochschulverbund UAS7, einem Zusammenschluss von sieben forschungsorientierten Hochschulen für Angewandte Wissenschaften mit starker internationaler Ausrichtung. 

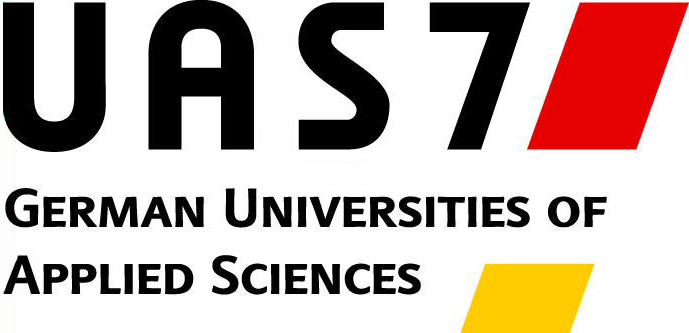
UAS7

Sie ist außerdem Gründungsmitglied des im EU-Programm European Universities 2023 Erasmus+ geförderten, internationalen Konsortiums Strategic Alliance for Regional Transition European University – kurz: STARS EU, einem Zusammenschluss von neun europäischen Hochschulen mit dem Ziel des Aufbaus einer Europäischen Universität.

### Semesterbeitrag
Der Semesterbeitrag zum Wintersemester 2025/26 beträgt 418,90 €. Der Betrag setzt sich zusammen aus den Kosten für das Semesterticket, der Verwaltungsgebühr sowie den Beiträgen zum Studierendenwerk, zur AStA/Studierendenschaft der HSB und zum Kulturticket.

## Fakultäten

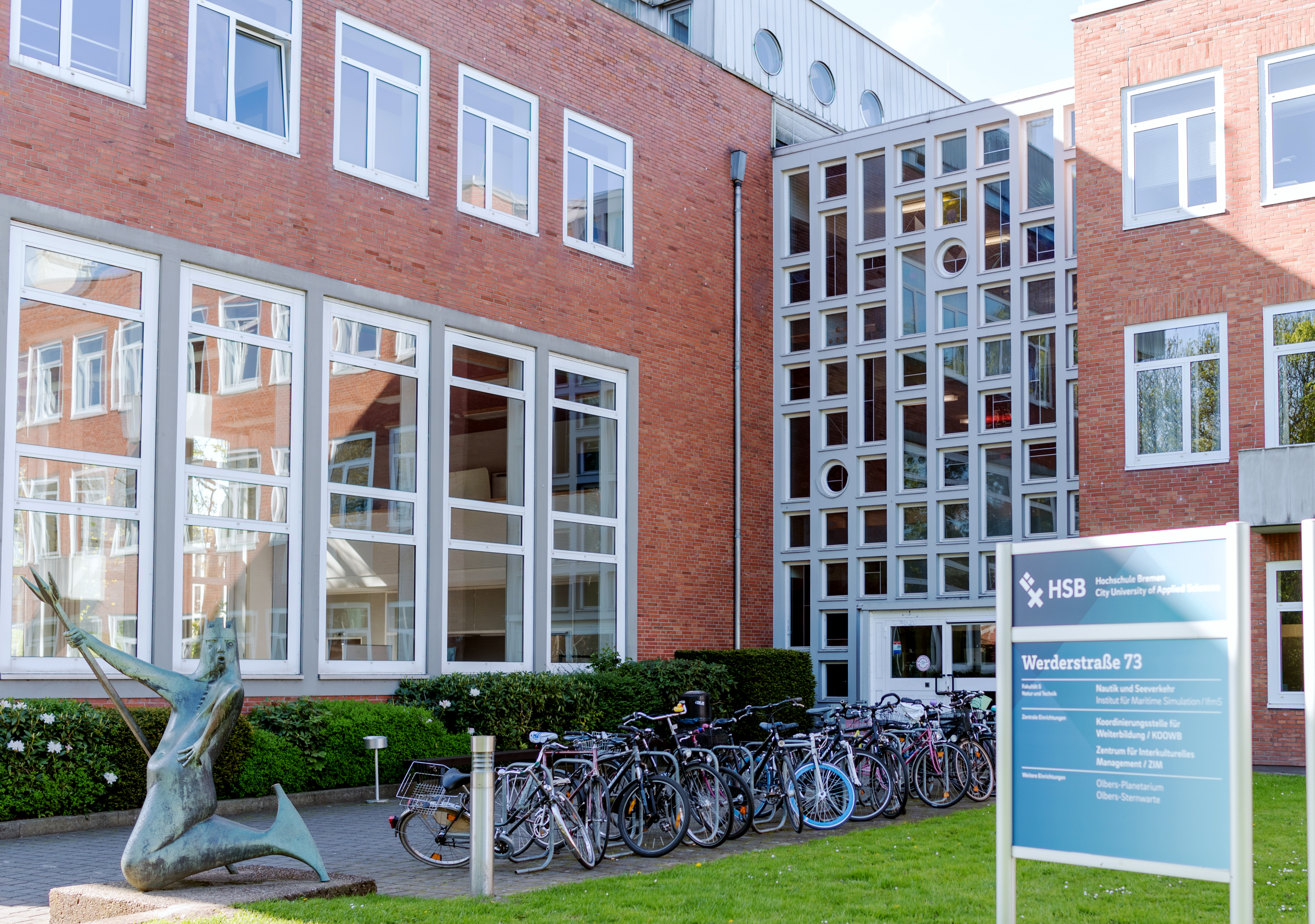
HSB - Eingangsbereich am Campus Werderstraße mit Neptun-Statue

Das fachlich-inhaltliche Profil der HSB umfasst die Bereiche Ingenieur-, Natur-, Wirtschafts-, Gesundheits- und Sozialwissenschaften. In den fünf Fakultäten werden rund 70 Studiengänge angeboten mit Abschluss als Bachelor, Master oder MBA. Insgesamt können 17 Bachelor-Programme dual respektive als Studiengang mit dualer Variante studiert werden (2025).

### Fakultät 1: Wirtschaftswissenschaften
Die Fakultät teilt ihre insgesamt 24 Studiengänge (2025) in drei Lehrgebiete ein:
- Management und Internationales
- Management und Technologie
- Management und Governance

Es werden 15 Bachelorstudiengänge, davon vier duale, sowie 9 Master-/MBA-Programme angeboten (Stand 2025).

### Fakultät 2: Architektur, Bau und Umwelt
Das Studienangebot verteilt sich auf zwei Abteilungen:
- Architektur, mit der School of Architecture[5],
  - Architektur B. A.
  - Architektur / Environmental Design M. A., (auch berufsbegleitend)
- Bau und Umwelt
  - Bauingenieurwesen, B. Sc. (auch dual) und M. Sc. - Nachhaltiges Planen und Bauen,
  - Internationaler Studiengang Umwelttechnik, B.Sc.
  - Zukunftsfähige Energie- und Umweltsysteme, M.Sc.

### Fakultät 3: Gesellschaftswissenschaften
Es werden 7 Bachelorstudiengänge (davon vier duale, bzw. in Aufbau und Struktur vergleichbare) und 4 Masterprogramme angeboten (Stand 2025). Die Studiengänge verteilen sich auf die Lehrgebiete Soziale Arbeit, Hebammen, Pflege und Gesundheit, Tourismus/Freizeitwissenschaft, Politik und Nachhaltigkeitsmanagement.
Zur Geschichte der Fakultät in den Bereichen Sozialpädagogik und Sozialökonomie siehe Näheres unten.

### Fakultät 4: Elektrotechnik und Informatik
Die Fakultät bietet (2025) die meisten ihrer 10 Bachelorstudiengänge zusätzlich mit Variantenwahl an: (dual oder international, d. h. mit integriertem Auslandssemester). Es gibt 3 Masterstudiengänge (Electronics Engineering M. Sc., Informatik M. Sc. und das deutsch-polnische Double Degree Programm Engineering and Management of Space Systems M. Sc). Eine Besonderheit ist der Internationale Frauenstudiengang Informatik B. Sc. (auch dual), der seit über 25 Jahren besteht. Die Lehrgebiete teilen sich auf in:
- Elektrotechnik und Angewandte Physik
- Automatisierung, Mechatronik
- Energietechnik Mikrosysteme
- Informatik, u. a. mit dem Studiengang Medieninformatik B. Sc. (auch dual)
- Raumfahrt

### Fakultät 5: Natur und Technik
Die Fakultät Natur und Technik bietet insgesamt 20 Studiengänge (2025) in den Ingenieur- und Naturwissenschaften, davon 14 Bachelorstudiengänge (davon ein dualer, Studium im Praxisverbund Schiffbau und Meerestechnik, B. Eng.) sowie 7 Masterprogramme. Die Fachgebiete umfassen Maschinenbau, Energietechnik, Schiffbau/Meerestechnik, Nautik, Luft- und Raumfahrttechnik sowie Biologie und Bionik. 2024 feierte die Ausbildung im Bereich Nautik und die maritimen Studiengänge ihr 225-jähriges Bestehen (siehe auch unten Bremische Navigationsschule).

## Weiterbildung

### Graduate & Professional School
Die Graduate & Professional School der HSB bietet Weiterbildungen für Berufstätige an: Seminare, Module sowie berufsbegleitende Masterprogramme. Die Abschlüsse sind Hochschulzertifikate bzw. international anerkannte Master nach dem europäischen ECTS-Punktesystem.

### International Graduate Center
Das International Graduate Center (IGC) ist eine Einrichtung der Graduate & Professional School. Das internationale Vollzeit-Studienprogramm (mit MBA- oder Masterabschluss) richtet sich an Berufseinsteiger und Berufseinsteigerinnen aus dem In- und Ausland: Unterrichtssprache ist Englisch. Grundvoraussetzungen sind ein abgeschlossenes erstes Hochschulstudium und mindestens ein Jahr Berufserfahrung.
2025 gibt es 5 MBA-Programme aus den Bereichen internationales Management, Business Administration und Logistik sowie Tourismusmanagement. Hinzu kommen 2 Masterangebote für Digitalisierung und Transformation sowie Aeronautical Management. Der International Master of Business Administration (MBA) ist ein Double Degree Programm und seit 2022 EFMD-akkreditiert.

## Forschungseinrichtungen
An der HSB sind sechs interdisziplinäre und fakultätsübergreifende Forschungscluster etabliert: Blue Sciences; Digitale Transformation; Dynamics, Tension and Xtreme Events; Lebensqualität; Luft- und Raumfahrt sowie Region im Wandel. Es gibt zahlreiche Kooperationen mit internen und externen Partnern. Inhaltlich stehen die Cluster mit den wissenschaftlichen Fokusthemen des Landes Bremen in Verbindung.

### Fakultätsgebundene Forschungseinrichtungen
- Fakultät 1 – Wirtschaftswissenschaften
  - Bremer Institut für empirische Handels- und Regionalstrukturforschung
  - Centrum für Technologie und Management (CTM)
  - East Asian Management Research Institute (EAMRI)
  - Institut für anwendungsorientiertes Marketing (IAM)
  - Institut für Logistik und Supply Chain Management (ILSCM)
  - Institut für Personalmanagement (IPM)
  - Institut für Unternehmensgeschichte (IFUG)
  - markt.forschung.kultur
  - Institute for Transport and Development (ITD)
  - Türkisch-Deutsches Wirtschaftsinstitut e. V. (TD-WIN)
  - Zentrum für Interkulturelles Management (ZIM)
  - Zentrum für Public Management (ZeP)

- Fakultät 2 – Architektur, Bau und Umwelt
  - Institut für Architektur und Städtebau Bremen (IASB)
  - Institute for new Dimensions (InD)
  - Institut für Experimentelle Statik (IFES)
  - Zentrum für energieeffiziente Technik und Architektur (ZETA)

- Fakultät 3 – Gesellschaftswissenschaften
  - Bremer Institut für Tourismuswirtschaft und Freizeitforschung (BITF)
  - GLOKAL – Kompetenzzentrum Nachhaltigkeit im Globalen Wandel
  - Institut für Freizeitwissenschaft und Kulturarbeit e. V. (IFKA)
  - Institut für Gesundheits- und Pflegeökonomie (IGP)
  - Zentrum für Pflegeforschung und Beratung (ZePB)

- Fakultät 4 – Elektrotechnik und Informatik
  - Forschungsgruppe Rechnernetze und Informationssicherheit
  - Institut für Informatik und Automation (IIA)
  - Institut für Mikroelektronik, Mikromechanik und Mikrooptik (I3M)
  - Institut für Nachrichtentechnik (INT)
  - Institut für Wasserschall, Sonartechnik und Signaltheorie (IWSS)
  - Research Group for nanoBiomaterials

- Fakultät 5 – Natur und Technik
  - Biological Structures and Biomimetics Workgroup
  - Bionik-Innovations-Centrum Bremen (B-I-C)
  - Bremer Institut für die Praxis der Naturwissenschaften (IPN)
  - Institut für Aerospace-Technologie (IAT)
  - Institut für maritime Simulation (IfmS)
  - Institut für Mechatronische Systementwicklung (IMSE)
  - Institut für Produktionstechnik und Fabrikbetrieb (IPF)
  - Julius Robert Mayer – Institut für Energietechnik
  - Maritimes Institut Bremen (MIB)

### Fakultätsübergreifende Forschungs- und Weiterbildungseinrichtungen
- China-Zentrum
- Gerätezentrum für multidisziplinäre Strukturanalyse
- Graduate + Professional School
- International Graduate Center (IGC)
- Institut für digitale Teilhabe (IDT)
- Institut für Energie und Kreislaufwirtschaft an der Hochschule Bremen GmbH (IEKrW)
- Kompetenzzentrum Freizeit und Tourismus
- Media-Competence-Cluster (MMCC)
- M2C Institut für angewandte Medienforschung GmbH an der Hochschule Bremen
- nextpractice-Institut für Komplexität und Wandel gGmbH
- Zentrum für Lehren und Lernen (ZLL)

## Studierendenvertretungen
Der Studierendenrat ist das höchste gewählte studentische Gremium an der Hochschule Bremen. Er wird von der Studierendenschaft gewählt und beschließt die Richtlinien studentischer Politik an der Hochschule Bremen. Die weiteren studentischen Gremien (AStA und Fachschaften) sind an seine Beschlüsse gebunden.
Der Studierendenrat wählt die Mitglieder des AStA und ist dessen Kontrollorgan. Der AStA ist in der HSB das geschäftsführende und mit der Außenvertretung betraute Organ der Studierendenschaft. Die Fachschaften sind die dezentralen Interessenvertretungen der Studierenden in den jeweiligen Fakultäten.

## Geschichte

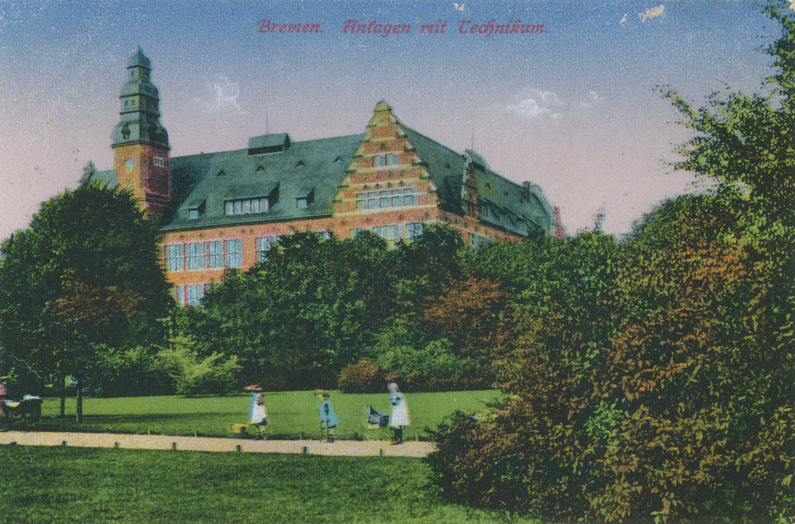
Bremer Technikum vor 1917, heute der inzwischen zweimal umgebaute M-Trakt (am Standort Neustadtswall) der Hochschule Bremen

Die Hochschule Bremen (HSB) in ihrer heutigen Struktur entstand 1982 aus der Fusion der damaligen vier Hochschulen für Wirtschaft, für Technik, für Sozialpädagogik und Sozialökonomie sowie für Nautik. Diese waren bereits aus mehreren Vorgängerinstitutionen hervorgegangen, deren Wurzeln bis ins Jahr 1798/99 zurückreichen (Gründung der Bremischen Navigationsschule). 1894/95 folgte das Technikum der Freien Hansestadt Bremen, 1918 die Soziale Frauenschule und 1963 die Höhere Wirtschaftsschule.

### Rektoren der Hochschule Bremen (HSB) seit ihrer Gründung 1982
- Ronald Mönch, 1982–2002
- Elmar Schreiber, 2002–2008
- Karin Luckey, 2008–2023
- Konrad Wolf, 2023 bis heute

### Nautik
Der ehemalige Steuermann Daniel Braubach regte zum Ende des 18. Jahrhunderts an, in Bremen eine Navigationsschule einzurichten. Er wurde 1790 vom Senat zum Navigationslehrer einer Privatschule bestellt.
Carl Philipp Cassel (1742/44–1807), gründete 1798 mit weiteren Partnern im Haus Seefahrt die Bremische Navigationsschule, Keimzelle der seemännischen Ausbildung in der Stadt und Vorläufer Bremer Seefahrtschule. Braubach leitete diese Schule, die 1799 nur 14 Schüler hatte, und er verfasste ein Seefahrtshandbuch.
Von 1803 bis 1809 war die Schule in angemieteten Räumen und bis 1812 wieder im Haus Seefahrt. Die Schule wurde 1812 geschlossen und 1825 mit 8 Schülern erneut eröffnet. 1828 waren es 28 und 1830 schon 52 Schüler. Unterrichtet wurde in der Hauptschule in der Dechanatstraße und Schulleiter war bis 1837 der Kapitän Friedrich Lappenberg. Die Schule stagnierte danach.

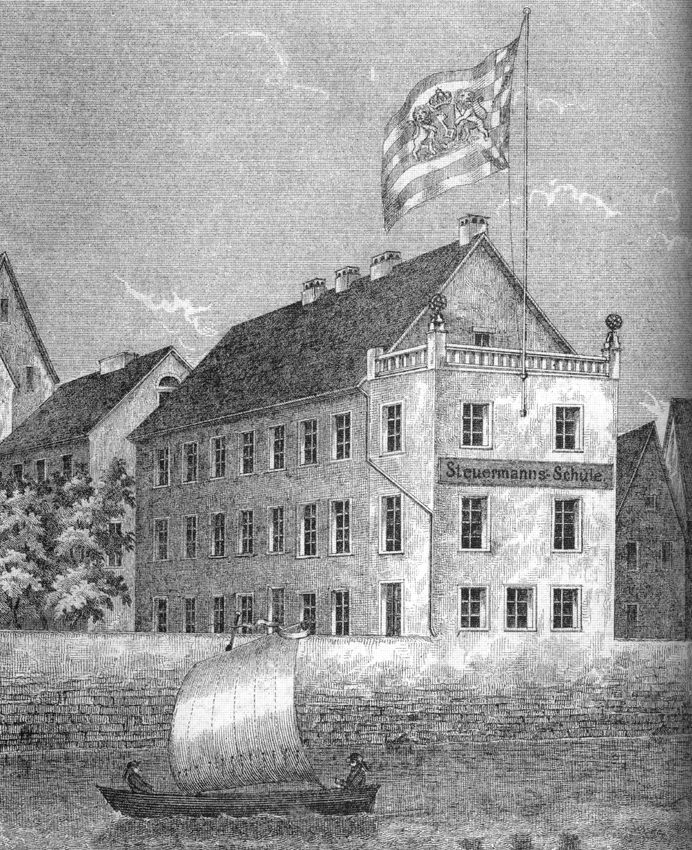
Die Steuermannschule auf der Wichelnburg 1854/1855

Ab Februar 1850 war Arthur Breusing (1818–1892) Navigationslehrer an der Steuermannschule, die nun eine Unter- und eine Obersteuermannsklasse hatte und die sich ab 1854 in der bisherigen „Irrenanstalt“ auf der Wichelnburg in Stephanieviertel befand. Breusing war einer der bedeutendsten Nautiker und Geographen des 19. Jh. Sein erstes Werk von 1852, der Leitfaden für Seefahrer, wurde zu einem Standardwerk der Ausbildung. 1858 wurde Breusing Direktor der umbenannten Seefahrtschule und 1861 promovierte er zum Dr. phil. Durch sein Ansehen und seine Aktivitäten entwickelte sie sich zur angesehensten Seefahrtschule in Deutschland.
Einer der besten und bedeutenden Schüler dieser Zeit war der deutsche Polarforscher Carl Koldewey.
Adolph Bermpohl, der Initiator des organisierten Seenotrettungswesens in Deutschland, absolvierte in Bremen seine Prüfungen zum Unter- und Obersteuermann. Als Navigationslehrer unterrichtete er ab 1859 an der Navigationsschule in Vegesack und ging 1867 nach Emden. 1870 bis 1884 war er an der Seefahrtsschule Bremen tätig.
1877 entstand nach Plänen von Alexander Schröder und Johannes Rippe ein neues Schulgebäude am Neustadtswall beim ehemaligen Buntentor, das 1909 umgebaut wurde. Das Gebäude wurde 1944 zerstört.
Ab 1897 waren Carl Schilling und danach von 1928 bis 1936 und von 1946 bis 1951 Julius Preuß Schulleiter. 1946 durfte wieder eine Seefahrtschule in Bremen eingerichtet werden. Der erste Unterricht fand in Baracken statt (Bürenstraße, Hermann-Böse-Straße). 1949 zog die Schule in die Schule an der Elsflether Straße ein. 1958 konnte der Neubau des Lehrgebäudes nach Plänen von Bernhard Wessel auf dem Stadtwerder eröffnet werden. Das Studium erfolgte in 4 Semestern plus 1 Jahr Fahrenszeit plus 2 × 2 Semester Studium. 1964 waren in der Seefahrtsschule Bremen rund 320 Studierende. Die Seefahrtsschulen Bremen und Bremerhaven wurden zusammengefasst und 1968 zur Seefahrtsakademie sowie 1970 zur Hochschule für Nautik aufgewertet. Das Studium wurde nun durchgehend in 6 Semestern erteilt. 1982 musste die Abteilung Bremerhaven und 1986 die Seefunkerausbildung aufgegeben werden.
1998 erfolgte eine Umbenennung des Fachbereichs Nautik in Nautik und Internationale Wirtschaft. Heute ist der Bereich Nautik der Studiengang Internationaler Studiengang Ship Management B.Sc. (Nautik) in der Fakultät 5 – Natur und Technik.
2003 wurde das Seminargebäude mit Hörsälen und angegliederter Mensa für 700 Essen mit 4500 m² Bruttogeschossfläche nach Plänen der Planungsgruppe Gestering, Knipping und de Vries (Bremen) eingeweiht.

### Technik
Seit 1892 plante der Senat die Einrichtung einer technischen Gewerbeschule. 1894 wurde im Südwestflügel der Schule an der Langemarckstraße (damals Kleine Allee) in der Neustadt das Technikum eingerichtet mit den drei Schulen für Baugewerke, Maschinenbau, Schiffbau und 1895 der Seemaschinistenschule.
1906 wurde nach Plänen von Hugo Wagner (Bremen) ein Neubau auf der gegenüberliegenden Seite eröffnet, heute der M-Trakt der Hochschule Bremen. 1914 erhielt das Technikum die Bezeichnung Technische Staatslehranstalten mit den Abteilungen Hoch- und Ingenieurbau, Maschinenbau, Elektronik, Schiffbau und Luftfahrttechnik, Schiffsingenieurschule. Im Volksmund hielt sich der Name Technikum. Weitere Fachbereiche entwickelten oder veränderten sich u. a. in Tiefbau, Elektrotechnik, Schiffsmaschinenbau; die Seemaschinistenschule wurde Teil der Schiffingenieurschule. 1927 wurde die 1884 gegründete Schiffingenieurschule Bremerhaven eingegliedert. Ein Anbau entstand 1927.
Ab 1937 galt der Name Staatliche Ingenieurschule und Staatsbauschule in Bremen. Nachdem das Schulgebäude 1941 ausbrannte fand das Studium an der Schule am Leibnizplatz (damals Kapitän-König-Schule) statt. 1942 wurde der Name Bau- und Ingenieurschule der Hansestadt Bremen eingeführt.
Nach dem Zweiten Weltkrieg wurden Reparaturen am Schulgebäude vorgenommen. Erweiterungsbauten erfolgten 1956 am Neustadtswall, 1959 das Maschinenlabor mit einer Erweiterung (1962) und 1963 der Elektroflügel am Park. In dieser Zeit war langjährig Kuntze Direktor der Schule.
1963 lautete der Name nun Ingenieurschule mit rund 1.550 Studierenden (1964), 1968 dann Ingenieurakademie und 1970 schließlich Hochschule für Technik. Das Rechenzentrum entstand ab 1974, es folgte 1976 das 10-geschossige Hochhaus für die Fachbereiche Architektur und Bauingenieurswesen (AB-Flügel). Die Mensa, erbaut nach Plänen von Evaristo Sosa (Bremen), entstand von 1977 bis 1980 mit der Kunstgruppe 4 Riesen von Klaus Schultze. Die Riesen verschwanden fast spurlos 2008 bei einem Umbau der Mensa. 2002 wurde der M-Trakt aufgestockt und umgebaut.
Nach der Fusion der vier Hochschulen 1982 wurden die ingenieurwissenschaftlichen Studiengänge verteilt auf die Faktultäten Fakultät 2 – Architektur, Bau und Umwelt, Fakultät 4 – Elektrotechnik und Fakultät 5 – Natur und Technik.

### Sozialpädagogikund Sozialökonomie
1870 führte der bis heute in der beruflichen Bildung für Frauen tätige Frauen-Erwerbs- und Ausbildungsverein (FEAV) in Bremen erstmals Kurse für Kinderpflegerinnen durch. 1909 wurde die erste Bremer Frauenschule unter der Leitung der Pädagoginnen Emilie Bendel und Agnes Matthes in Trägerschaft des FEAV eröffnet. Während des Ersten Weltkriegs wurde sie zur Frauendienstschule umgewidmet. 1918 eröffnete die Soziale Frauenschule in der Pelzerstraße Nr. 8/11 (später in der Contrescarpe 162) mit einem Seminar für Handarbeits- und Hauswirtschaftlehrerinnen und einem sozialpädagogischen Seminar für Kindergärtnerinnen; Direktorin war die Bremer Pädagogin, Frauenrechtlerin und spätere Bürgerschaftsabgeordnete Agnes Heineken. 1933 wurde der FEAV aufgelöst, die Ausbildung wurde verstaatlicht und Agnes Heineken von den Nationalsozialisten zwangspensioniert. Sie setzte sich in der Folge für verfolgte jüdische Bürger ein. Haushaltskurse und ein Mittagstisch wurden bis 1943 angeboten.
Nach dem Zweiten Weltkrieg entstand die Fachschule für Sozialberufe mit der Abteilung Frauenfachschule in der Straßburger Straße, der Abteilung Kindergärtnerinnen- und Jugendleiterinnenseminar in der Mainstraße und der Abteilung Wohlfahrtsschule Am Wall. Diese Fachschule hatte 1964 rund 320 Schüler. 1968 wurde daraus die Sozialakademie und 1970 die eigenständige Hochschule für Sozialpädagogik und Sozialökonomie (HfSS), die im heutigen GW1-Gebäude am Universitätscampus untergebracht war. In den 1960er und 1970er Jahren – den Zeiten des Umbruchs – wurde die Sozialakademie und die 1970 aus ihr entstehende Fachhochschule von der Bremer Pädagogin Emilie Stahl als Rektorin geführt. Stahl war 1966 die erste Frau im Deutschen Bildungsrat und setzte sich als Expertin für vorschulische Pädagogik für die gesellschaftliche Anerkennung des Erzieherberufs ein. Durch die Fusion der vier Hochschulen entstand 1982 zunächst ein Fachbereich Sozialwesen und nach nochmaliger Umstrukturierung 2005 die heutige Fakultät 3 – Gesellschaftswissenschaften mit inzwischen (2015) acht Studiengängen am Neustadtswall.
Im WS 1995/96 studierten – vor der weiteren Ausdifferenzierung der MINT-Fächer und der Bologna-Reform – 872 Studierende den Diplom-Studiengang Sozialarbeit/Sozialpädagogik, der zu diesem Zeitpunkt am Standort Langemarckstraße noch mit 25 Professuren ausgestattet war und an dem das in der HfSS begründete „Zentrum für Soziale Beratung und Bildung (ZEBB)“ eine Schriftenreihe herausgab.
Bis 2003 bestand zudem am Fachbereich 11 der Universität Bremen in der Grazer Straße 2 ein Arbeitsbereich Sozialpädagogik/Sozialarbeitswissenschaft mit einem Diplom-Studiengang Sozialpädagogik; erhalten geblieben ist bis heute (2015) neben der Ausrichtung des Fachbereichs 11 auf Public Health und Gesundheitswissenschaften ein Angebot zur frühkindlichen Pädagogik im Arbeitsbereich Grundschulpädagogik des Fachbereichs 12.
Ein Novum blieb lange bestehen: als einziges Fach an der Hochschule Bremen und auch deutschlandweit einmalig fehlte für Soziale Arbeit ein Masterstudienangebot und damit ein strukturierter Zugang zur Promotion am Wissenschaftsstandort Bremen. Diese Lücke konnte zum SoSe 2019 mit der Neuaufnahme des Studiengangs Praxisforschung und Innovation in der Sozialen Arbeit M.A. geschlossen werden.

### Wirtschaft
1963 begann die Höhere Wirtschaftsfachschule (HWF) mit dem Betrieb. Sie hatte 1964 rund 65 Studierende. 1968 wurde daraus die Wirtschaftsakademie und 1970 die eigenständige Hochschule für Wirtschaft. 1982, bei der Fusion der vier Hochschulen, entstand die Fakultät 1 – Wirtschaftswissenschaften. Der damalige Rektor der HWF, Ronald Mönch, wurde Gründungsrektor der Hochschule Bremen.

## Persönlichkeiten

### Akademische Lehrende
Alphabetisch geordnet
- Karl Marten Barfuß (* 1938), Volkswirt und Wirtschaftshistoriker
- Ernst Becker-Sassenhof (1900–1968), 1935–1937 Dozent für Architektur
- Friedrich Braux, Physikdozent in den 1950 bis 1970er Jahren
- Karl Buttmann, 1949–1971 Dozent für Architektur
- Carl Philipp Cassel (1744–1807), Kapitän, 1798 Gründer der Seefahrtsschule
- Hans Drake, Politologe, Gastprofessor am Prescott College/USA u. an der HfSS/Fb. Sozialwesen 1972–2009
- Roderich Fuhrmann (1929–2003), Musikwissenschaftler, Professor für Musikpädagogik an der HfSS/Fb. Sozialwesen (ab 1976)
- Arno Gahrmann (* 1945), Professor für Finanzierung und Investition und Sachbuchautor
- Hubert Grabbe, um 1950–1970, Holzbau Konstruktions- und Entwurslehre
- Maja Heiner (1944–2013), Sozialpädagogin, Professorin an der HfSS und HS Bremen von 1973 bis 1992
- Heinz Hengst (* 1941), Kindheitsforscher, Professor für Sozial- und Kulturwissenschaften
- Sönke Hundt (* 1938), Wirtschaftswissenschaftler
- Heinz Jagau (1925–2014), Erd- und Grundbau (1959–1990er Jahre)
- Dennis-Kenji Kipker (* 1987), Professor für IT-Sicherheitsrecht
- Franz-Josef Krafeld (* 1947), Sozialpädagoge, Erziehungswissenschaft 1979 bis 2012
- Friedrich Lappenberg, Kapitän, Reeder, Schulleiter der Seefahrtsschule von 1825 bis 1837
- Bernhard Leidinger (* 1955), Ingenieur in der Raumfahrt, Honorarprofessor
- Dieter Leuthold (* 1942), Lehrer, Studienrat und Unternehmenshistoriker
- Uwe Mämpel, Künstler, Professor für Werkpädagogik, technische Bildung und Technikgeschichte, Fachbuchautor zur Keramik
- Hans-Joachim Manske (1944–2022), Kunsthistoriker, Architekturtheorie und Baugeschichte
- Renate Meyer-Braun (* 1938), Historikerin, Gesellschaftswissenschaften, 1997–2003 Zentrale Frauenbeauftragte
- Arnold Meyer-Faje (* 1933), Wirtschaftswissenschaftler, u. a. auch an der Hochschule Bremerhaven
- Gerhard Müller-Menckens (1917–2007), Architekt, Entwurfslehre
- David Oswald (* 1968), Designer, von 2004 bis 2014 Professor für Digitale Medien
- Kurt Possehl (* 1940), Justizanstaltspsychologe, Methodenlehre von 1981 bis 2002
- Julius Preuß (1885–1954), 1928–1936 und 1946–1951 Direktor der Seefahrtsschule
- Carl Schilling (1857–1932), Nautiker, 1897–1928 Direktor der Seefahrtsschule
- Elmar Schreiber (* 1952), Mathematiker und Physiker, 2002–2008 Rektor
- Karlheinz Schwuchow (* 1958), Betriebswirtschaftler
- Emilie Stahl (1921–2003), Rektorin der Sozialakademie (1959), Professorin am Fachbereich Sozialwesen (bis 1987)
- Walter Stein (1904–1993), Astronom, stellvertretender Oberseefahrtsschuldirektor
- Sibylle Tönnies (1944–2017), Juristin und Soziologin, Professorin der HfSS/Fb. Sozialwesen v. 1977–2000
- Reiner Zeller, Psychologe, Unternehmer, Professor an der HfSS/Fb. Sozialwesen, zuletzt Dekan

### Bekannte Absolventen
Alphabetisch geordnet
- Otto Blendermann (1879–1944), Architekt
- Andreas Brandt (1937–2014), Architekt
- Ulrike Hiller (* 1965), Erzieherin, Sozialpädagogin, Staatsrätin
- Johann-Günther König (* 1952), Sozialpädagoge, Schriftsteller
- Carl Koldewey (1837–1908), Nautiker, deutscher Polarforscher
- Petra Krümpfer (* 1959), Sozialpädagogin, Bürgerschaftsabgeordnete
- Roland Kutzki (* 1942), Architekt und Städtebauer
- Michael Lindenberg (* 1954), Sozialpädagoge, Soziologe
- Uschi Nerke (* 1944), Architektur
- Joseph Ostwald (1879–1950), Architekt
- Alfred Runge (1881–1946), Architekt
- Ralph Saxe (* 1959), Sozialpädagoge, Bürgerschaftsabgeordneter
- Gert Schulze (* 1935), Architekt
- Peter Schütt (1944–2013), Außenhandelskaufmann, Sozialarbeiter
- Eduard Scotland (1885–1945), Architekt
- Jan Störmer (* 1942), Architekt
- Ahmad Tavakkoli, Journalist und Keramikkünstler
- Sabine Uhl (1945–2025), Sozialpädagogin, Senatorin
- Ilse Wehrmann (* 1950), Erzieherin und Sozialpädagogin

### Ehrenträger
Alphabetisch geordnet
- Günther Czichon (* 1930), Senator, Vorsitzender des Vorstandes der Stadtwerke Bremen, Ehrenbürger der Hochschule Bremen
- Uwe Mehrtens, deutscher Unternehmer und Ehrensenator der Hochschule Bremen[14]
- Conrad Naber (1922–2018), Unternehmer, Ehrenbürger der Hochschule Bremen
- Hendrik Johan Lubert Vonhoff (1931–2010), niederländischer Politiker und Ehrensenator der Hochschule Bremen[15]